# Lisa Unterweger
Lisa Unterweger, née le 4 février 1995 à Rottenmann, est une fondeuse autrichienne. Sa discipline de prédilection est le sprint.

## Biographie
Membre du club SK Rottenmann-Steiermark, elle court sa première compétition officielle junior en 2010, puis elle dispute ses premières manches dans la Coupe OPA en 2011.
En 2012, elle reçoit ses premières sélections pour des compétitions importantes, d'abord aux Jeux olympiques de la jeunesse à Innsbruck, où elle arrive onzième du sprint, puis aux Championnats du monde junior. Finalement, elle obtient son meilleur résultat chez les jeunes en 2015 aux Championnats du monde junior à Almaty, prenant la huitième place sur le sprint.
Unterweger est appelée pour sa première manche dans la Coupe du monde au Tour de ski 2015-2016.
Ensuite, aux Championnats du monde des moins de 23 ans à Rasnov, elle occupe le douzième rang à l'issue du sprint.
En 2017, elle fait ses débuts en championnat du monde à Lahti (36e du sprint). Cet hiver, elle signe son premier succès dans la Coupe OPA, un dix kilomètres libre à St. Ulrich et aux Championnats d'Autriche en sprint.
Lors de la saison 2017-2018, elle fait partie de l'équipe autrichienne sur de multiples étapes de la Coupe du monde et  en profite pour marquer ses premiers points au classement général avec une 28e sur le sprint libre à Seefeld.
En 2018, elle prend part également aux Jeux olympiques à Pyeongchang, où elle finit 50e du sprint classique, 67e du dix kilomètres libre, et 14e du sprint par équipes.
Aux Championnats du monde 2019 à Seefeld, en Autriche, elle réalise sa meilleure performance de l'hiver avec une 31e place sur le dix kilomètres classique. Durant la saison 2020-2021, elle signe son meilleur résultat individuel en Coupe du monde avec une 23e place au sprint libre de Davos.

## Palmarès

### Jeux olympiques d'hiver
| Épreuve / Édition   | Sprint                           | Sprint    | 10 km | 10 km                            | Skiathlon 2 × 7,5 km | 30 km | Relais | Relais   |
| Épreuve / Édition   | libre                            | classique | libre | classique                        | Skiathlon 2 × 7,5 km | 30 km | Sprint | 4 × 5 km |
| JO 2018 Pyeongchang | Épreuve inexistante à cette date | 50e       | 67e   | Épreuve inexistante à cette date | —                    | -     | 14e    | -        |

Légende :
- : pas d'épreuve
- — : Non disputée par Unterweger

### Championnats du monde
| Épreuve / Édition        | Sprint                           | Sprint                           | 10 km                            | 10 km                            | Skiathlon 2 × 7,5 km | 30 km | Relais | Relais   |
| Épreuve / Édition        | libre                            | classique                        | libre                            | classique                        | Skiathlon 2 × 7,5 km | 30 km | Sprint | 4 × 5 km |
| Mondiaux 2017 Lahti      | 36e                              | Épreuve inexistante à cette date | Épreuve inexistante à cette date | -                                | -                    | -     | 16e    | -        |
| Mondiaux 2019 Seefeld    | 44e                              | Épreuve inexistante à cette date | Épreuve inexistante à cette date | 31e                              | -                    | 43e   | -      | -        |
| Mondiaux 2021 Oberstdorf | Épreuve inexistante à cette date | 49e                              | 52e                              | Épreuve inexistante à cette date | -                    | -     | 16e    | -        |

Légende :
- : pas d'épreuve
- — : Non disputée par Unterweger

### Coupe du monde
- Meilleur classement général : 96e en 2020.
- Meilleur résultat individuel : 23e.

#### Classements en Coupe du monde
| Année     | Classement général final | Classement distance | Classement sprint |
| 2017-2018 | 102e                     |                     | 70e               |
| 2019-2020 | 96e                      | 74e                 | 78e               |
| 2020-2021 | 106e                     |                     | 71e               |

### Coupe OPA
- 9e du classement général en 2017.
- 3 podiums individuels, dont 2 victoires.

### Championnats d'Autriche
- Championne sur le sprint en 2017 et 2019.
- Championne sur le dix kilomètres classique en 2020.